# 3 Comae Berenices
3 Comae Berenices är en vit stjärna i huvudserien och misstänkt variabel i stjärnbilden Berenikes hår.
Stjärnan har visuell magnitud +6,4 och därmed nätt och jämnt synlig vid god seeing. Den företer variationer med okänd amplitud och periodicitet.